# Lista odcinków serialu Mad Men
Poniżej znajduje się lista odcinków serialu telewizyjnego Mad Men – emitowanego przez amerykańską stację telewizjną AMC od 19 lipca 2007 W Polsce natomiast jest emitowany przez stację Fox Life od 18 września 2008. 
| Sezon | Sezon      | Odcinki | Premiera sezonu (AMC) | Finał sezonu         | Premiera w Polsce | Finał w Polsce    | Wydanie DVD          | Wydanie DVD          | Wydanie DVD       |
| Sezon | Sezon      | Odcinki | Premiera sezonu (AMC) | Finał sezonu         | Premiera w Polsce | Finał w Polsce    | Region 1             | Region 2             | Region 4          |
| ----- | ---------- | ------- | --------------------- | -------------------- | ----------------- | ----------------- | -------------------- | -------------------- | ----------------- |
|       | 1          | 13      | 19 lipca 2007         | 18 października 2007 | 18 września 2008  | 13 listopada 2008 | 1 czerwca 2008       | 30 lipca 2008        | 26 listopada 2008 |
|       | 2          | 13      | 27 lipca 2008         | 26 października 2008 | 16 września 2009  | 25 listopada 2009 | 14 lipca 2009        | 13 lipca 2009        | 18 sierpnia 2009  |
|       | 3          | 13      | 16 sierpnia 2009      | 8 listopada 2009     | 18 lutego 2010    | 13 maja 2010      | 23 marca 2010        | 26 kwietnia 2010     | 2 czerwca 2010    |
|       | 4          | 13      | 25 lipca 2010         | 17 października 2010 | 3 marca 2011      | 19 maja 2011      | 29 marca 2011        | 28 marca 2011        | 6 kwietnia 2011   |
|       | 5          | 13      | 25 marca 2012         | 10 czerwca 2012      | 6 maja 2012       | 29 lipca 2012     | 16 października 2012 | 29 października 2012 | 14 listopada 2012 |
|       | 6          | 13      | 7 kwietnia 2013       | 23 czerwca 2013      | 23 maja 2013      | 1 sierpnia 2013   | brak danych          | brak danych          | brak danych       |
|       | 7 część I  | 7       | 13 kwietnia 2014      | 25 maja 2014         | 14 marca 2015     | 25 kwietnia 2015  | brak danych          | brak danych          | brak danych       |
|       | 7 część II | 7       | 5 kwietnia 2015       | 17 maja 2015         | brak danych       | brak danych       | brak danych          | brak danych          | brak danych       |

## Sezon 1 (2007)
| №  | #  | Tytuł                   | Polski tytuł           | Reżyseria           | Scenariusz                                                             | Premiera (AMC)       | Premiera (Fox Life)  |
| -- | -- | ----------------------- | ---------------------- | ------------------- | ---------------------------------------------------------------------- | -------------------- | -------------------- |
| 1  | 1  | Smoke Gets In Your Eyes | Istota reklamy         | Alan Taylor         | Matthew Weiner                                                         | 19 lipca 2007        | 18 września 2008     |
| 2  | 2  | Ladies Room             | Pragnienia kobiet      | Alan Taylor         | Matthew Weiner                                                         | 26 lipca 2007        | 18 września 2008     |
| 3  | 3  | Marriage of Figaro      | Wesele Figaro          | Ed Bianchi          | Tom Palmer                                                             | 2 sierpnia 2007      | 2 października 2008  |
| 4  | 4  | New Amsterdam           | Nowy Amsterdam         | Tim Hunter          | Lisa Albert                                                            | 9 sierpnia 2007      | 9 października 2008  |
| 5  | 5  | 5G                      | 5G                     | Lesli Linka Glatter | Matthew Weiner                                                         | 16 sierpnia 2007     | 16 października 2008 |
| 6  | 6  | Babylon                 | Babylon                | Andrew Bernstein    | Andre Jacquemetton, Maria Jacquemetton                                 | 23 sierpnia 2007     | 16 października 2008 |
| 7  | 7  | Red in the Face         | Mała zemsta            | Tim Hunter          | Bridget Bedard                                                         | 30 sierpnia 2007     | 23 października 2008 |
| 8  | 8  | The Hobo Code           | Włoski wdzięk          | Phil Abraham        | Chris Provenzano                                                       | 6 września 2007      | 23 października 2008 |
| 9  | 9  | Shoot                   | Nieuczciwa konkurencja | Paul Feig           | Chris Provenzano, Matthew Weiner                                       | 13 września 2007     | 30 października 2008 |
| 10 | 10 | Long Weekend            | Długi weekend          | Tim Hunter          | Bridget Bedard, Andre Jacquemetton, Maria Jacquemetton, Matthew Weiner | 27 września 2007     | 30 października 2008 |
| 11 | 11 | Indian Summer           | Złota jesień           | Tim Hunter          | Tom Palmer, Matthew Weiner                                             | 4 października 2007  | 6 listopada 2008     |
| 12 | 12 | Nixon vs. Kennedy       | Nixon kontra Kennedy   | Alan Taylor         | Lisa Albert, Andre Jacquemetton, Maria Jacquemetton                    | 11 października 2007 | 6 listopada 2008     |
| 13 | 13 | The Wheel               | Koło fortuny           | Matthew Weiner      | Matthew Weiner, Robin Veith                                            | 18 października 2007 | 13 listopada 2008    |

## Sezon 2 (2008)
| №  | #  | Tytuł                       | Polski tytuł         | Reżyseria           | Scenariusz                                                            | Premiera (AMC)       | Premiera (Fox Life)  |
| -- | -- | --------------------------- | -------------------- | ------------------- | --------------------------------------------------------------------- | -------------------- | -------------------- |
| 14 | 1  | For Those Who Think Young   | Walentynki w kasynie | Tim Hunter          | Matthew Weiner                                                        | 27 lipca 2008        | 16 września 2009     |
| 15 | 2  | Flight 1                    | Pierwszy lot         | Andrew Bernstein    | Lisa Albert, Matthew Weiner                                           | 3 sierpnia 2008      | 23 września 2009     |
| 16 | 3  | The Benefactor              | Filantrop            | Lesli Linka Glatter | Matthew Weiner, Rick Cleveland                                        | 10 sierpnia 2008     | 30 września 2009     |
| 17 | 4  | Three Sundays               | Trzy niedziele       | Tim Hunter          | Andre Jacquemetton, Maria Jacquemetton                                | 17 sierpnia 2008     | 7 października 2009  |
| 18 | 5  | The New Girl                | Nowa dziewczyna      | Jennifer Getzinger  | Robin Veith                                                           | 24 sierpnia 2008     | 14 października 2009 |
| 19 | 6  | Maidenform                  | Odbicie w lustrze    | Phil Abraham        | Matthew Weiner                                                        | 31 sierpnia 2008     | 21 października 2009 |
| 20 | 7  | The Gold Violin             | Złote skrzypce       | Andrew Bernstein    | Jane Anderson, Andre Jacquemetton, Maria Jacquemetton, Matthew Weiner | 7 września 2008      | 28 października 2009 |
| 21 | 8  | A Night to Remember         | Pamiętna noc         | Lesli Linka Glatter | Robin Veith, Matthew Weiner                                           | 14 września 2008     | 4 listopada 2009     |
| 22 | 9  | Six Month Leave             | Wielki koniec        | Michael Uppendahl   | Andre Jacquemetton, Maria Jacquemetton, Matthew Weiner                | 28 września 2008     | 11 listopada 2009    |
| 23 | 10 | The Inheritance             | Spadek               | Andrew Bernstein    | Lisa Albert, Marti Noxon, Matthew Weiner                              | 5 października 2008  | 11 listopada 2009    |
| 24 | 11 | The Jet Set                 | Podróż służbowa      | Phil Abraham        | Matthew Weiner                                                        | 12 października 2008 | 18 listopada 2009    |
| 25 | 12 | The Mountain King           | Męska siła           | Alan Taylor         | Matthew Weiner, Robin Veith                                           | 19 października 2008 | 18 listopada 2009    |
| 26 | 13 | Meditations in an Emergency | Kryzys kubański      | Matthew Weiner      | Matthew Weiner, Kater Gordon                                          | 26 października 2008 | 25 listopada 2009    |

## Sezon 3 (2009)
| №  | #  | Tytuł                                | Polski tytuł        | Reżyseria                | Scenariusz                                             | Premiera (AMC)       | Premiera (Fox Life) |
| -- | -- | ------------------------------------ | ------------------- | ------------------------ | ------------------------------------------------------ | -------------------- | ------------------- |
| 27 | 1  | Out of Town                          | Wyjazd za miasto    | Phil Abraham             | Matthew Weiner                                         | 16 sierpnia 2009     | 18 lutego 2010      |
| 28 | 2  | Love Among the Ruins                 | Miłość pośród ruin  | Lesli Linka Glatter      | Cathryn Humphris, Matthew Weiner                       | 23 sierpnia 2009     | 25 lutego 2010      |
| 29 | 3  | My Old Kentucky Home                 | Przyjęcie Rogera    | Jennifer Getzinger       | Dahvi Waller, Matthew Weiner                           | 30 sierpnia 2009     | 4 marca 2010        |
| 30 | 4  | The Arrangements                     | Ostatnia wola       | Michael Uppendahl        | Andrew Colville, Matthew Weiner                        | 6 września 2009      | 11 marca 2010       |
| 31 | 5  | The Fog                              | Naodziny            | Phil Abraham             | Kater Gordon                                           | 13 września 2009     | 18 marca 2010       |
| 32 | 6  | Guy Walks Into an Advertising Agency | Angielscy wspólnicy | Lesli Linka Glatter      | Robin Veith, Matthew Weiner                            | 20 września 2009     | 25 marca 2010       |
| 33 | 7  | Seven Twenty Three                   | Wątpliwości         | Daisy von Scherler Mayer | Andre Jacquemetton, Maria Jacquemetton, Matthew Weiner | 27 września 2009     | 1 kwietnia 2010     |
| 34 | 8  | Souvenir                             | Rzymski wakacje     | Phil Abraham             | Lisa Albert, Matthew Weiner                            | 4 października 2009  | 8 kwietnia 2010     |
| 35 | 9  | Wee Small Hours                      | Nocne godziny       | Scott Hornbacher         | Dahvi Waller, Matthew Weiner                           | 11 października 2009 | 15 kwietnia 2010    |
| 36 | 10 | The Color Blue                       | Kolor niebieski     | Michael Uppendahl        | Kater Gordon, Matthew Weiner                           | 18 października 2009 | 22 kwietnia 2010    |
| 37 | 11 | The Gypsy and the Hobo               | Plan na przyszłość  | Jennifer Getzinger       | Marti Noxon, Cathryn Humphris, Matthew Weiner          | 25 października 2009 | 29 kwietnia 2010    |
| 38 | 12 | The Grown-Ups                        | Zamknęty rozdział   | Barbet Schroeder         | Brett Johnson, Matthew Weiner                          | 1 listopada 2009     | 6 maja 2010         |
| 39 | 13 | Shut the Door. Have a Seat           | Nadchodzą zmiany    | Matthew Weiner           | Matthew Weiner, Erin Levy                              | 8 listopada 2009     | 13 maja 2010        |

## Sezon 4 (2010)
| №  | #  | Tytuł                           | Polski tytuł               | Reżyseria           | Scenariusz                               | Premiera (AMC)       | Premiera (Fox Life) |
| -- | -- | ------------------------------- | -------------------------- | ------------------- | ---------------------------------------- | -------------------- | ------------------- |
| 40 | 1  | Public Relations                | Public Relations           | Phil Abraham        | Matthew Weiner                           | 25 czerwca 2010      | 3 marca 2011        |
| 41 | 2  | Christmas Comes But Once a Year | Święta są tylko raz w roku | Michael Uppendahl   | Tracy McMillan, Matthew Weiner           | 1 sierpnia 2010      | 3 marca 2011        |
| 42 | 3  | The Good News                   | Dobre wieści               | Jennifer Getzinger  | Jonathan Abrahams, Matthew Weiner        | 8 sierpnia 2010      | 10 marca 2011       |
| 43 | 4  | The Rejected                    | Wykluczony                 | John Slattery       | Keith Huff, Matthew Weiner               | 15 sierpnia 2010     | 17 marca 2011       |
| 44 | 5  | The Chrysanthemum and the Sword | Chryzantema i miecz        | Lesli Linka Glatter | Erin Levy                                | 22 sierpnia 2010     | 24 marca 2011       |
| 45 | 6  | Waldorf Stories                 | Historia hotelowa          | Scott Hornbacher    | Brett Johnson, Matthew Weiner            | 29 sierpnia 2010     | 31 marca 2011       |
| 46 | 7  | The Suitcase                    | Walizka                    | Jennifer Getzinger  | Matthew Weiner                           | 5 września 2010      | 7 kwietnia 2011     |
| 47 | 8  | The Summer Man                  | Szacunek                   | Phil Abraham        | Lisa Albert, Janet Leahy, Matthew Weiner | 12 września 2010     | 14 kwietnia 2011    |
| 48 | 9  | The Beautiful Girls             | Piękne dziewczyny          | Michael Uppendahl   | Dahvi Waller, Matthew Weiner             | 19 września 2010     | 24 kwietnia 2011    |
| 49 | 10 | Hands and Knees                 | Na kolanach                | Lynn Shelton        | Jonathan Abrahams, Matthew Weiner        | 26 września 2010     | 28 kwietnia 2011    |
| 50 | 11 | Chinese Wall                    | Mur chiński                | Phil Abraham        | Erin Levy                                | 3 października 2010  | 5 maja 2011         |
| 51 | 12 | Blowing Smoke                   | Zasłona dymna              | John Slattery       | Andre Jacquemetton, Maria Jacquemetton   | 10 października 2010 | 12 maja 2011        |
| 52 | 13 | Tomorrowland                    | Świat jutra                | Matthew Weiner      | Jonathan Igla, Matthew Weiner            | 17 października 2010 | 19 maja 2011        |

## Sezon 5 (2012)
| №     | #   | Tytuł                | Polski tytuł                          | Reżyseria          | Scenariusz                             | Premiera (AMC)   | Premiera (Fox Life)      |
| ----- | --- | -------------------- | ------------------------------------- | ------------------ | -------------------------------------- | ---------------- | ------------------------ |
| 53–54 | 1–2 | A Little Kiss        | Buziaczek część 1 „Buziaczek część 2” | Jennifer Getzinger | Matthew Weiner                         | 25 marca 2012    | 6 maja 2012 13 maja 2012 |
| 55    | 3   | Tea Leaves           | Liście herbaty                        | Jon Hamm           | Erin Levy Matthew Weiner               | 1 kwietnia 2012  | 20 maja 2012             |
| 56    | 4   | Mystery Date         | Tajemnicza randka                     | Matt Shakman       | Victor Levin, Matthew Weiner           | 8 kwietnia 2012  | 27 maja 2012             |
| 57    | 5   | Signal 30            | Ku przestrodze                        | John Slattery      | Frank Pierson, Matthew Weiner          | 15 kwietnia 2012 | 3 czerwca 2012           |
| 58    | 6   | Far Away Places      | Odległe miejsce                       | Scott Hornbacher   | Semi Chellas, Matthew Weiner           | 22 kwietnia 2012 | 10 czerwca 2012          |
| 59    | 7   | At the Codfish Ball  | Raut                                  | Michael Uppendahl  | Jonathan Igla                          | 29 kwietnia 2012 | 17 czerwca 2012          |
| 60    | 8   | Lady Lazarus         | Od nowa                               | Phil Abraham       | Matthew Weiner                         | 6 maja 2012      | 24 czerwca 2012          |
| 61    | 9   | Dark Shadows         | Mroczne cienie                        | Scott Hornbacher   | Erin Levy                              | 13 maja 2012     | 1 lipca 2012             |
| 62    | 10  | Christmas Waltz      | Świątęczny walczyk                    | Michael Uppendahl  | Victor Levin, Matthew Weiner           | 20 maja 2012     | 8 lipca 2012             |
| 63    | 11  | The Other Woman      | Ta druga                              | Phil Abraham       | Semi Chellas, Matthew Weiner           | 27 maja 2012     | 15 lipca 2012            |
| 64    | 12  | Commissions and Fees | Prowizja i wpłaty                     | Christopher Manley | Andre Jacquemetton, Maria Jacquemetton | 3 czerwca 2012   | 22 lipca 2012            |
| 65    | 13  | The Phantom          | Fantom                                | Matthew Weiner     | Jonathan Igla, Matthew Weiner          | 10 czerwca 2012  | 29 lipca 2012            |

## Sezon 6 (2013)
| №     | #   | Tytuł                 | Polski tytuł                  | Reżyseria          | Scenariusz                             | Premiera (AMC)   | Premiera w Polsce         |
| ----- | --- | --------------------- | ----------------------------- | ------------------ | -------------------------------------- | ---------------- | ------------------------- |
| 66–67 | 1–2 | The Doorway           | Nowy Rok                      | Scott Hornbacher   | Matthew Weiner                         | 7 kwietnia 2013  | 23 maja 2013 30 maja 2013 |
| 68    | 3   | Collaborators         | Współpracownicy               | Jon Hamm           | Jonathan Igla, Matthew Weiner          | 14 kwietnia 2013 | 6 czerwca 2013            |
| 69    | 4   | To Have and to Hold   | Mieć i zatrzymać              | Michael Uppendahl  | Erin Levy                              | 21 kwietnia 2013 | 13 czerwca 2013           |
| 70    | 5   | The Flood             | Powódź                        | Christopher Manley | Tom Smuts, Matthew Weiner              | 28 kwietnia 2013 | 20 czerwca 2013           |
| 71    | 6   | For Immediate Release | Do natychmisatowej publikacji | Jennifer Getzinger | Matthew Weiner                         | 5 maja 2013      | 27 czerwca 2013           |
| 72    | 7   | Man with a Plan       | Facet, który ma plan          | John Slattery      | Semi Chellas, Matthew Weiner           | 12 maja 2013     | 4 lipca 2013              |
| 73    | 8   | The Crash             | Wypadek                       | Michael Uppendahl  | Jason Grote, Matthew Weiner            | 19 maja 2013     | 11 lipca 2013             |
| 74    | 9   | The Better Half       | Lepsza połowa                 | Phil Abraham       | Erin Levy, Matthew Weiner              | 26 maja 2013     | 18 lipca 2013             |
| 75    | 10  | A Tale of Two Cities  | Opowieść o dwóch miastach     | John Slattery      | Janet Leahy, Matthew Weiner            | 2 czerwca 2013   | 25 lipca 2013             |
| 76    | 11  | Favors                | Przysługi                     | Jennifer Getzinger | Semi Chellas, Matthew Weiner           | 9 czerwca 2013   | 25 lipca 2013             |
| 77    | 12  | The Quality of Mercy  | Wyrozumiałość                 | Phil Abraham       | Andre Jacquemetton, Maria Jacquemetton | 16 czerwca 2013  | 1 sierpnia 2013           |
| 78    | 13  | In Care Of            | Zmiany                        | Matthew Weiner     | Carly Wray, Matthew Weiner             | 23 czerwca 2013  | 1 sierpnia 2013           |

## Sezon 7 (2014-2015)
| №                            | #                       | Tytuł                    | Polski tytuł            | Reżyseria               | Scenariusz                         | Premiera (AMC)          | Premiera w Polsce       |
| Część I : The Beginning      | Część I : The Beginning | Część I : The Beginning  | Część I : The Beginning | Część I : The Beginning | Część I : The Beginning            | Część I : The Beginning | Część I : The Beginning |
| ---------------------------- | ----------------------- | ------------------------ | ----------------------- | ----------------------- | ---------------------------------- | ----------------------- | ----------------------- |
| 79                           | 1                       | Time Zones               |                         | Scott Hornbacher        | Matthew Weiner                     | 13 kwietnia 2014        | 14 marca 2015           |
| 80                           | 2                       | A Day's Work             |                         | Michael Uppendahl       | Jonathan Igla, Matthew Weiner      | 20 kwietnia 2014        | 21 marca 2015           |
| 81                           | 3                       | Field Trip               |                         | Christopher Manley      | Heather Jeng Bladt, Matthew Weiner | 27 kwietnia 2014        | 28 marca 2015           |
| 82                           | 4                       | The Monolith             |                         | Scott Hornbacher        | Erin Levy                          | 4 maja 2014             | 4 kwietnia 2015         |
| 83                           | 5                       | The Runaways             |                         | Christopher Manley      | David Iserson, Matthew Weiner      | 11 maja 2014            | 11 kwietnia 2015        |
| 84                           | 6                       | The Strategy             |                         | Phil Abraham            | Semi Chellas                       | 18 maja 2014            | 18 kwietnia 2015        |
| 85                           | 7                       | Waterloo                 |                         | Matthew Weiner          | Carly Wray, Matthew Weiner         | 25 maja 2014            | 25 kwietnia 2015        |
| Cześć II : The End of an Era |                         |                          |                         |                         |                                    |                         |                         |
| 86                           | 8                       | Severance                |                         | Scott Hornbacher        | Matthew Weiner                     | 5 kwietnia 2015         | 2 maja 2015             |
| 87                           | 9                       | New Business             |                         | Michael Uppendahl       | Tom Smuts, Matthew Weiner          | 12 kwietnia 2015        | 9 maja 2015             |
| 88                           | 10                      | The Forecast             |                         | Jennifer Getzinger      | Jonathan Igla, Matthew Weiner      | 19 kwietnia 2015        | 16 maja 2015            |
| 89                           | 11                      | Time & Life              |                         | Jared Harris            | Erin Levy, Matthew Weiner          | 26 kwietnia 2015        | 23 maja 2015            |
| 90                           | 12                      | Lost Horizon             |                         | Phil Abraham            | Semi Chellas, Matthew Weiner       | 3 maja 2015             | 30 maja 2015            |
| 91                           | 13                      | The Milk and Honey Route |                         | Matthew Weiner          | Carly Wray, Matthew Weiner         | 10 maja 2015            | 6 czerwca 2015          |
| 92                           | 14                      | Person to Person         |                         | Matthew Weiner          | Matthew Weiner                     | 17 maja 2015            | 13 czerwca 2015         |